# Coppa di Serbia 2011-2012 (pallavolo femminile)
La Coppa di Serbia di pallavolo femminile 2011-2012 è stata la 6ª edizione della coppa nazionale di Serbia e si è svolta dal 23 novembre 2011 al 19 febbraio 2012. Alla competizione hanno partecipato 16 squadre e la vittoria finale è andata per la terza volta consecutiva alla Ženski odbojkaški klub Crvena zvezda.

## Regolamento
Alla competizione prendono parte sedici squadre: dieci provenienti dalla Superliga più altre sei proveniente dalla Prva Liga e le altre categorie minori. Le gare degli ottavi di finale si svolgono in gara unica, mentre quelle dei quarti di finale in gare di andata e ritorno. Le quattro squadre vincenti ai quarti si qualificano per la final-four.

## Squadre partecipanti
| - Dinamo Pančevo - Ivanjica - Jedinstvo Stara Pazova - Jedinstvo Užice - Klek Srbijašume - Kolubara - Mladost Inđija - Novi Sad | - Poštar - Radnički Belgrado - Spartak Subotica - Stella Rossa - TENT - Varadin - Vizura - Vojvodina |

## Risultati

### Calendario

#### Ottavi di finale
| 29 novembre 2011 - ore X Dvorana SC Slana Bara, Novi Sad                 | Vojvodina              | 0 - 3 | Spartak Subotica  | 20-25, 11-25, 22-25        |
| 23 novembre 2011 - ore 19:30 Hala Sportova u Inđiji, Inđija              | Mladost Inđija         | 0 - 3 | Kolubara          | 20-25, 20-25, 18-25        |
| 23 novembre 2011 - ore 20:00 Dvorana Velefar, Belgrado                   | Poštar                 | 3 - 0 | Radnički Belgrado | 25-16, 25-23, 25-23        |
| 23 novembre 2011 - ore X Dvorana Miloš Grbić, Klek                       | Klek Srbijašume        | 1 - 3 | Jedinstvo Užice   | 25-21, 21-25, 18-25, 14-25 |
| 23 novembre 2011 - ore 18:00 Sportski centar Vizura, Belgrado            | Vizura                 | 3 - 1 | Varadin           | 25-16, 25-20, 27-29, 25-19 |
| 23 novembre 2011 - ore 19:00 Hala Sportova u Staroj Pazovi, Stara Pazova | Jedinstvo Stara Pazova | 0 - 3 | TENT              | 17-25, 13-25, 22-25        |
| 23 novembre 2011 - ore 18:00 Sala OŠ Milinko Kušić, Ivanjica             | Ivanjica               | 1 - 3 | Dinamo Pančevo    | 21-25, 19-25, 25-20, 21-25 |
| 9 dicembre 2011 - ore 15:00 SPC Vojvodina, Novi Sad                      | Novi Sad               | 0 - 3 | Stella Rossa      | 11-25, 15-25, 12-25        |

#### Quarti di finale

##### Andata
| 20 dicembre 2011 - ore 18:00 Dvorana Strelište, Pančevo | Dinamo Pančevo  | 0 - 3 | Spartak Subotica | 20-25,18-25,19-25                |
| 21 dicembre 2011 - ore 18:30 Dvorana Veliki park, Užice | Jedinstvo Užice | 2 - 3 | Vizura           | 22-25, 25-19, 25-20, 20-25, 8-15 |
| 22 dicembre 2011 - ore 18:00 SRC Kolubara, Lazarevac    | Kolubara        | 3 - 1 | TENT             | 25-21, 19-25, 25-20, 25-17       |
| 23 dicembre 2011 - ore 20:00 Dvorana Velefar, Belgrado  | Poštar          | 0 - 3 | Stella Rossa     | 14-25, 16-25, 10-25              |

##### Ritorno
| 23 dicembre 2011 - ore 19:00 Hala Sportova Dudova Šuma, Subotica           | Spartak Subotica | 3 - 1 | Dinamo Pančevo  | 26-24, 25-23, 25-27, 25-23       |
| 24 dicembre 2011 - ore 18:00 Sportski centar Vizura, Belgrado              | Vizura           | 3 - 0 | Jedinstvo Užice | 25-23, 25-23, 25-20              |
| 24 dicembre 2011 - ore 19:00 Sportsko-kulturni centar Obrenovac, Obrenovac | TENT             | 3 - 0 | Kolubara        | 16-25, 22-25, 25-21, 25-20, 6-15 |
| 26 dicembre 2011 - ore 16:00 Šumice Sport Center, Belgrado                 | Stella Rossa     | 3 - 0 | Poštar          | 25-15, 25-11, 25-10              |

### Final-four

#### Tabellone
|  | Semifinali       | Semifinali       | Semifinali       |                  |              | Finale       | Finale | Finale |  |
|  |                  |                  |                  |                  |              |              |        |        |  |
|  | Stella Rossa     | Stella Rossa     | 3                |                  |              |              |        |        |  |
|  | Stella Rossa     | Stella Rossa     | 3                |                  |              |              |        |        |  |
|  | Vizura           | Vizura           | 1                |                  |              |              |        |        |  |
|  | Vizura           | Vizura           | 1                |                  | Stella Rossa | Stella Rossa | 3      |        |  |
|  |                  |                  |                  |                  | Stella Rossa | Stella Rossa | 3      |        |  |
|  |                  |                  | Spartak Subotica | Spartak Subotica | 0            |              |        |        |  |
|  | Spartak Subotica | Spartak Subotica | Spartak Subotica | Spartak Subotica | 0            | 3            |        |        |  |
|  | Spartak Subotica | Spartak Subotica |                  |                  |              |              |        |        |  |
|  | Kolubara         | Kolubara         | 0                |                  |              |              |        |        |  |

#### Calendario

##### Semifinali
| 18 febbraio 2012 - ore 17:00 SRC Kolubara, Lazarevac | Stella Rossa     | 3 - 1 | Vizura   | 25-23, 25-21, 17-25, 25-20 |
| 18 febbraio 2012 - ore 19:30 SRC Kolubara, Lazarevac | Spartak Subotica | 3 - 0 | Kolubara | 26-24, 25-21, 25-19        |

##### Finale
| 19 febbraio 2012 - ore 18:00 SRC Kolubara, Lazarevac | Stella Rossa | 3 - 0 | Spartak Subotica | 25-21, 25-20, 25-13 |